# ستيف وايت (رسام توضيحي)
ستيف وايت (بالإنجليزية: Steve White)‏ هو رسام توضيحي بريطاني، ولد في 27 مايو 1964.

## وصلات خارجية
- الموقع الرسمي